# Ezerjófű-laposmoly
A ezerjófű-laposmoly (Agonopterix furvella) a valódi lepkék (Glossata) alrendjébe tartozó laposmolyfélék (Depressariidae) családjának egyik faja.

## Elterjedése, élőhelye
Közép-Európában és Kis-Ázsiában él, de Magyarországon csak néhány helyen találták meg.

## Megjelenése
Barna-vörösbarna lepke. Az első szárny töve sárga, és a szárny középső harmadának külső részén egy világos folt látható. A szárny fesztávolsága 23–28 mm.

## Életmódja
A lepkék egész nyáron rajzanak, májustól októberig. A hernyók tápnövénye a nagyezerjófű (Dictamnus albus), tehát a lepkék csak ott fordulnak elő, ahol ez megterem.